# Le Tigre de jade

Le Tigre de Jade (Pai yu lao hu) est un film réalisé par Chu Yuan, sorti en 1977.

## Synopsis
Afin de venger la mort de son père, décapité par un traître, Zhao Wu-Ji décide d'infiltrer le clan ennemi, commanditaire de cet assassinat et maître dans l'art de manier les poisons. Au cours de son périple, il côtoiera la mort et se liera avec de curieux personnages.

## Fiche technique
- Titre : Le Tigre de Jade
- Titre original : Pai yu lao hu
- Titre anglais : Jade Tiger
- Réalisation : Chu Yuan
- Scénario : Gu Long et Chu Yuan, d'après le roman éponyme de Gu Long
- Direction des combats : Tang Chia, Huang Pei-chi
- Société de production : Shaw Brothers
- Format : Couleurs - 2,35:1 - Mono - 35 mm
- Genre : Wu Xia Pian
- Date de sortie : 1977

## Distribution
- Ti Lung : Zhao Wu-Ji
- Ku Feng : Shangguan Ren
- Lo Lieh : Tang Chueh
- Yueh Hua : Tang Ao
- Lily Li : Qian-qian
- Derek Yee : Tang Yuh